# Film egiziani proposti per l'Oscar al miglior film straniero
A partire dal 1959 l'Egitto ha cominciato a presentare film all'Academy of Motion Picture Arts and Sciences che lo rappresentassero all'Oscar come miglior film di lingua straniera. Tuttavia fino ad ora nessun film egiziano è entrato a far parte della cinquina finale delle nomination.
| Anno | Film                                                        | Titolo originale    | Regia                        | Risultato     |
| ---- | ----------------------------------------------------------- | ------------------- | ---------------------------- | ------------- |
| 1959 | Stazione centrale (film) (Bāb al-ḥadīd) (La porta di ferro) | باب الحديد          | Youssef Chahine              | Non candidato |
| 1960 | La preghiera dell'usignolo (Doaa al-Karawan)                | دعاء الكروان        | Henry Barakat                | Non candidato |
| 1961 | Le adolescenti (film) (El morahekate)                       | المراهقات           | Ahmed Diaeddin               | Non candidato |
| 1962 | La spada dell'Islam (Wa Islamah)                            | وا إسلاماه          | Enrico Bomba e Andrew Marton | Non candidato |
| 1963 | Il ladro ed i cani``(``El less wal kilab)                   | اللص والكلاب        | Kamal El Sheikh              | Non candidato |
| 1965 | La madre della sposa (Omm el aroussa)                       | أم العروسة          | Atef Salem                   | Non candidato |
| 1966 | El mustahil                                                 | المستحيل            | Hussein Kamal                | Non candidato |
| 1967 | Il Cairo 30 (Al-Kahira 30)                                  | 30 القاهرة          | Salah Abu Seif               | Non candidato |
| 1971 | La mummia (al-Mūmiyāʾ)                                      | المومياء            | Shadi Abdel Salam            | Non candidato |
| 1972 | Imra'ah wa ragoul                                           | امرأة و رجل         | Houssam Eddine Mostafa       | Non candidato |
| 1973 | Zawgaty Wal Kalb                                            | زوجتي و الكلب       | Said Marzouk                 | Non candidato |
| 1974 | Emberatoriet meem                                           | إمبراطورية ميم      | Hussein Kamal                | Non candidato |
| 1975 | Where Is My Mind?                                           | أين عقلي            | Atef Salem                   | Non candidato |
| 1976 | Orid hallan                                                 | أريد حلاً            | Said Marzouk                 | Non candidato |
| 1977 | Ala mn notlik Al-Rosas                                      | على من نطلق الرصاص  | Kamal El Sheikh              | Non candidato |
| 1980 | Alessandria perché? (Iskanderija... lih?)                   | إسكندرية... ليه؟    | Youssef Chahine              | Non candidato |
| 1982 | Ahl el qema                                                 | أهل القمة           | Ali Badrakhan                | Non candidato |
| 1991 | Alexandrie encore et toujours                               | اسكندرية كمان وكمان | Youssef Chahine              | Non candidato |
| 1995 | Ard el ahlam                                                | أرض الاحلام         | Daoud Abdel Sayed            | Non candidato |
| 1998 | Il destino (Al- massir)                                     | المصير              | Youssef Chahine              | Non candidato |
| 2003 | Asrar el-banaat                                             | أسرار البنات        | Magdy Ahmed Aly              | Non candidato |
| 2004 | Sahar el layaly                                             | سهر الليالى         | Hany Khalifa                 | Non candidato |
| 2005 | Baheb el cima                                               | بحب السيما          | Osama Fawzy                  | Non candidato |
| 2007 | The Yacoubian Building (Imārat Yaʿqūbyān)                   | عمارة يعقوبيان      | Marwan Hamed                 | Non candidato |
| 2008 | Fi shaket Masr El Gedeeda                                   | في شقة مصر الجديدة  | Mohamed Khan                 | Non candidato |
| 2009 | El gezira                                                   | الجزيرة             | Sherif Arafa                 | Non candidato |
| 2011 | Rassayel El Bahr                                            | رسائل البحر         | Daoud Abdel Sayed            | Non candidato |
| 2012 | El shooq                                                    | الشوق               | Khaled El Hagar              | Non candidato |
| 2014 | El sheita elli fat                                          | الشتا إللى فات      | Ibrahim El Batout            | Non candidato |
| 2015 | Fataat El Masnaa                                            | فتاة المصنع         | Mohamed Khan                 | Non candidato |
| 2017 | Clash                                                       | اشتباك              | Mohamed Diab                 | Non candidato |
| 2018 | Sheikh Jackson                                              | شيخ جاكسون          | Amr Salama                   | Non candidato |
| 2019 | Yawm al-Dīn                                                 | يوم الدين           | Abu Bakr Shawqi              | Non candidato |
| 2020 | Poisonous Roses                                             | ورد مسموم           | Fawzi Saleh                  | Non candidato |
| 2021 | When We're Born                                             | لما بنتولد          | Tamer Ezzat                  | TBD           |

| Non candidato  | Il film è stato proposto per la candidatura, ma non è stato selezionato dall'Academy of Motion Picture Arts and Sciences.  |
| Short-list     | Il film è entrato nella "short-list" stilata a gennaio dei nove candidati per l'Oscar al miglior film straniero            |
| Candidato      | Il film è entrato a far parte dei cinque candidati per l'Oscar al miglior film straniero.                                  |
| Vincitore      | Il film ha vinto l'Oscar al miglior film straniero.                                                                        |
| Oscar speciale | Il film ha vinto l'Oscar speciale assegnato tra il 1948 ed il 1956, periodo di tempo in cui non esisteva ancora il premio. |